# Sabkhat El Djem
Sabkhat El Djem o la sabkha d'El Djem (àrab: سبخة الجم, sabẖat al-Jam) és una llacuna salada o sabkha avui gairebé seca de Tunísia situada a la governació de Mahdia, delegació de El Djem de la que forma el seu límit sud. És llarga (17 km d'oest a est) i estreta (2 a 3 km). Té una superfície de 42 km². La ciutat principal a la seva rodalia és Bir Salah. El Djem és a uns 10 km al nord i a 6 km al sud hi ha La Hencha. La carretera Sfax-Sussa i la via fèrria creuen la sabkha. El govern del país l'ha declarat àrea d'importància natural el 1980.